# Monobanka
Monobanka je bankovní subjekt typický pro centrálně plánované hospodářství. Je zde sloučená funkce centrální banky (která vydává peníze a reguluje jejich množství v oběhu) a banky obchodní (která shromažďuje depozita a poskytuje úvěry klientům). Typickým příkladem monobanky byla např. Státní banka československá mezi roky 1950–1990.